# Lomas del Guayabo
Lomas del Guayabo är en ort i Mexiko.   Den ligger i kommunen Mazatlán och delstaten Sinaloa, i den centrala delen av landet, 800 km nordväst om huvudstaden Mexico City. Lomas del Guayabo ligger 27 meter över havet och antalet invånare är 133.
Terrängen runt Lomas del Guayabo är platt åt sydväst, men åt nordost är den kuperad. Runt Lomas del Guayabo är det glesbefolkat, med 13 invånare per kvadratkilometer. Närmaste större samhälle är Villa Unión, 9,3 km söder om Lomas del Guayabo. I omgivningarna runt Lomas del Guayabo växer i huvudsak lövfällande lövskog.